# Kościół Podwyższenia Krzyża Świętego w Przytyku
Kościół Podwyższenia Krzyża Świętego w Przytyku – rzymskokatolicki kościół parafialny należący do dekanatu przytyckiego diecezji radomskiej.

## Historia i architektura
Obecna świątynia została zaprojektowana przez architekta Stefana Szyllera i wybudowana w latach 1932-1936 dzięki staraniom księży Jana Lipinskiego i Władysława Dziubka. Budowla została konsekrowana w 1962 roku przez biskupa Piotra Gołębiowskiego. Jest to kościół wzniesiony w stylu neobarokowym, z cegły, posiadający trzy nawy typu halowego. W nawach znajdują się sklepienia kolebkowe oparte na gurtach z lunetami, w prezbiterium mieszczą się sklepienia krzyżowe. Fasada posiada dwie wieże, część środkowa jest zakończona szczytem flankowanym ślimacznicami. Detal architektoniczny reprezentuje styl eklektyczny i neobarokowy, został wybudowany w formie portali i gzymsów. 
W prezbiterium świątyni można zobaczyć obraz namalowany przez Jana Henryka Rosena, przedstawiający Znalezienie Krzyża Świętego. Obraz znajduje się na miejscu nadścienia ołtarza głównego.

## Galeria

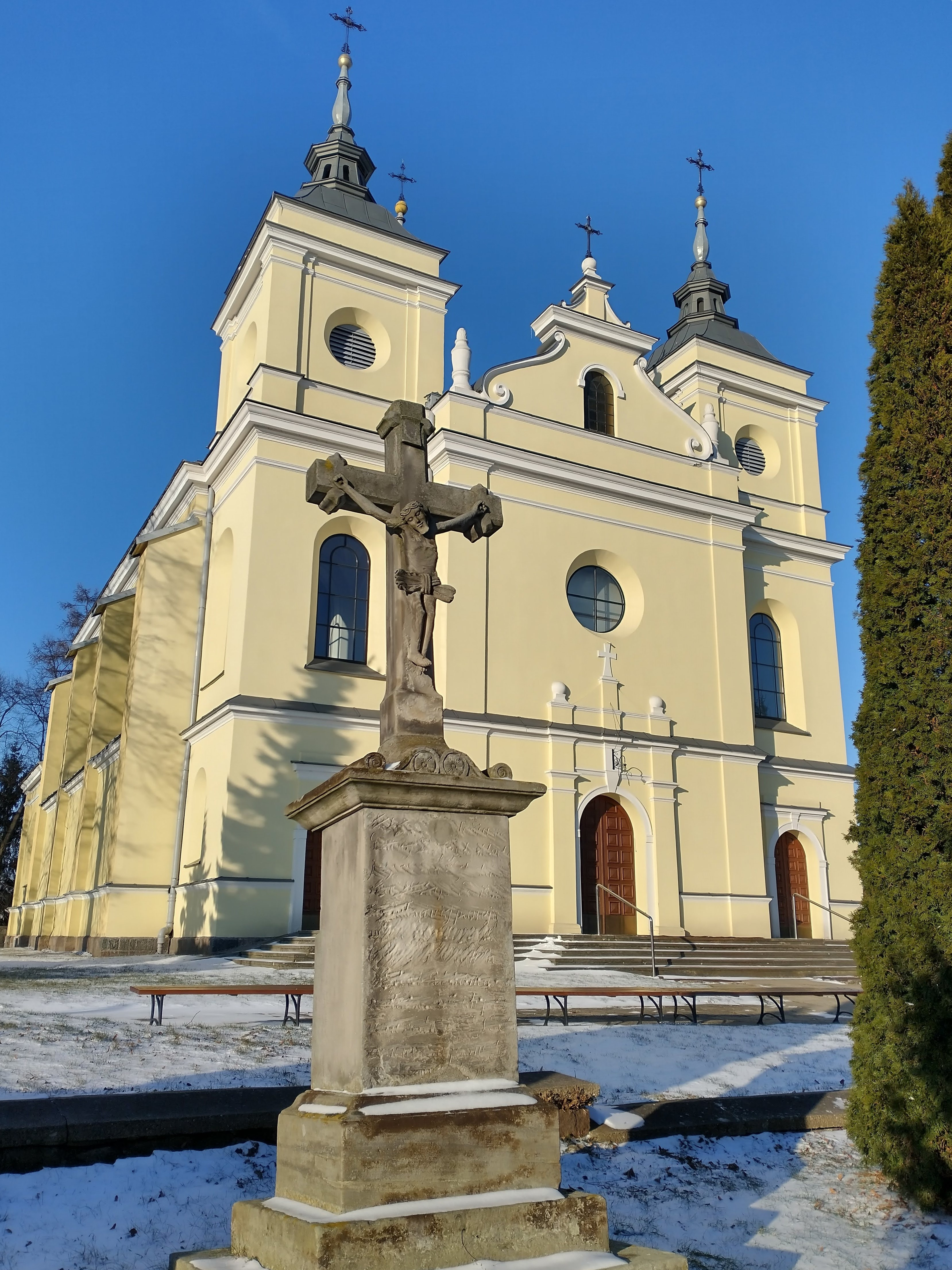
Fasada czołowa i krucyfiks
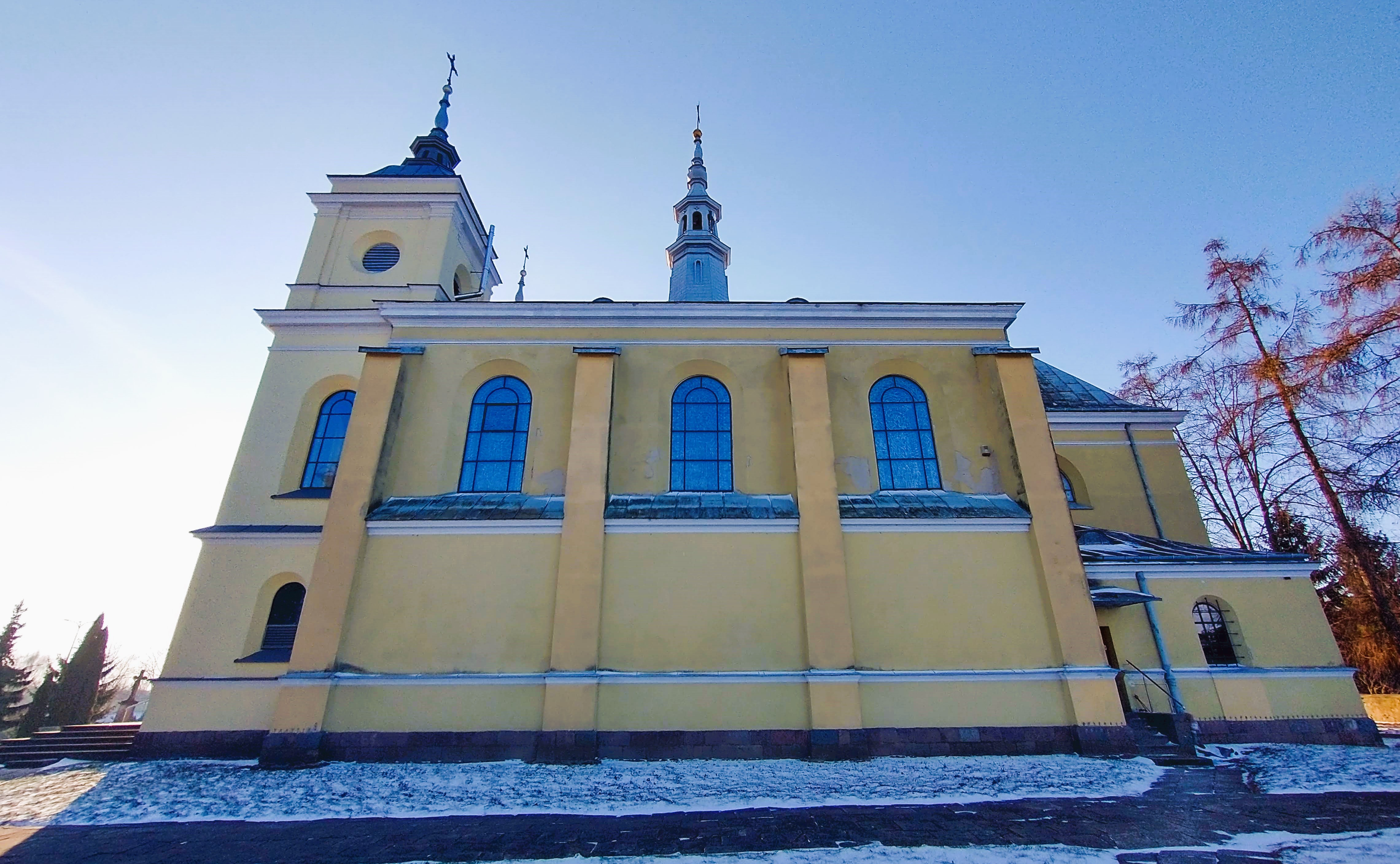
Fasada wschodnia
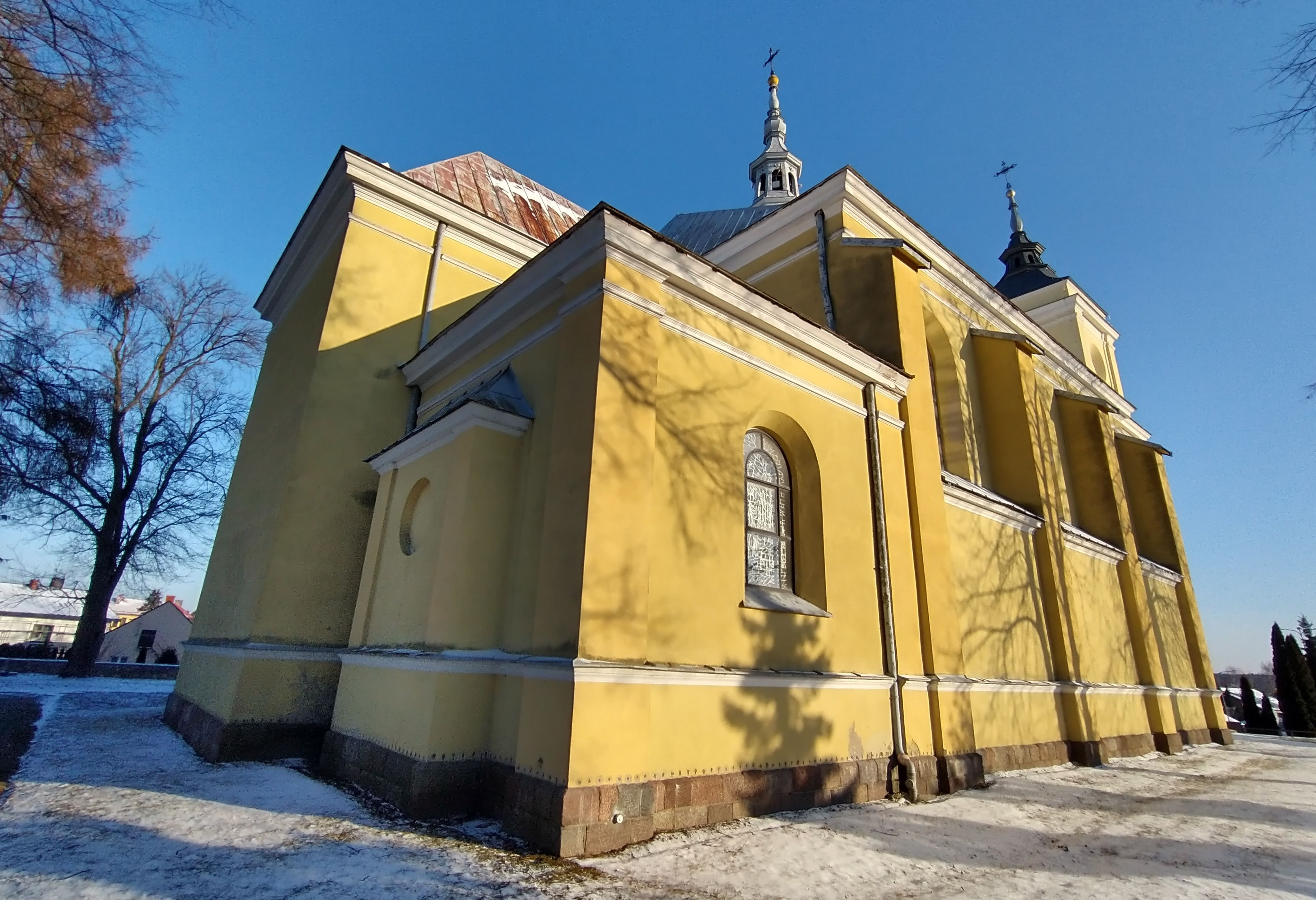
Widok od prezbiterium